# Rhaphuma acrocarpi
Rhaphuma acrocarpi är en skalbaggsart som beskrevs av Gardner 1940. Rhaphuma acrocarpi ingår i släktet Rhaphuma och familjen långhorningar. Inga underarter finns listade i Catalogue of Life.